# تولیاتی
شهر تولیاتی (به روسی: Тольятти) در کشور روسیه و در اوبلاست سامارا واقع شده‌است.